# Maxton Hall : Le monde qui nous sépare
Production
Diffusion
Maxton Hall : Le monde qui nous sépare ou Maxton Hall : Un monde nous sépare au Québec (Maxton Hall - Die Welt zwischen uns) est une mini-série télévisée allemande créée par Tarek Roehlinger et Martin Schreier, basée sur la trilogie de livres éponyme de Mona Kasten (de) et diffusée depuis le 9 mai 2024 sur Prime Video.

## Synopsis
Lorsque Ruby est involontairement témoin d'un secret explosif à l'école privée Maxton Hall, l'arrogant héritier millionnaire James Beaufort doit faire face à la vivacité d'esprit de l'étudiante pour le meilleur et pour le pire : il est déterminé à faire taire Ruby. Leur échange passionné de mots déclenche inopinément une étincelle…

## Distribution
- Harriet Herbig-Matten (de) (VF : Leslie Lipkins ; VQ : Lauriane S Thibodeau) : Ruby Bell
- Damian Hardung (VF : Romain Altché ; VQ : Alexandre Bacon) : James Beaufort
- Sonja Weißer (de) (VF : Flora Kaprielian ; VQ : Ludivine Reding) : Lydia Beaufort
- Andrea Guo (de) (VF : Adeline Chetail ; VQ : Geneviève Bédard) : Lin Wang
- Justus Riesner (VF : Maxime Baudoin) : Alistair Ellington
- Eidin Jalali (de) (VF : Eilias Changuel ; VQ : Maël Davan-Soulas) : Graham Sutton
- Fedja van Huêt (VF : Éric Herson-Macarel ; VQ : Frédéric Paquet) : Mortimer Beaufort
- Clelia Sarto (VF : Gaëlle Savary ; VQ : Éveline Gélinas) : Cordelia Beaufort
- Ben Felipe (VF : Antoine Schoumsky) : Cyril Vega
- Runa Greiner (de) (VF : Camille Donda ; VQ : Mali Paquin-Soutière) : Ember Bell
- Martin Neuhaus (de) (VF : Thierry Kazazian ; VQ : Antoine Durand) : Angus Bell
- Julia-Maria Köhler (de) (VF : Laura Blanc ; VQ : Nathalie Coupal) : Helen Bell
- Frederic Balonier (VF : Hervé Grull ; VQ : Nicolas Poulin) : Kieran Rutherford
- Govinda Cholleti (VF : Rémi Caillebot) : Keshav Patel
- Hyun Wanner (de) (VF : Fabrice de la Villehervé) : Percy
- Cosima Wiesend () : Camille
- Esmael Agostinho (de) (VF : Oscar Douieb) : Wren Fitzgerald
- Eli Riccardi (de) () : Elaine Ellington
- Serena Posadino (de) () : Jessalyn
- Thomas Douglas (de) (VF : Serge Faliu) : Directeur Lexington
- Kasem Hoxha (de) () : Coach Freeman
- Cynthia Micas (de) () : Pippa Whinfield
- Bernd Lambrecht (de) () : Harold Ellington
- Gustav Schmidt (de) () : Jude

Version française
- Société de doublage : Titra Film
- Direction artistique : Blanche Ravalec

Version québécoise
- Société de doublage : Difuze
- Direction artistique : Catherine Bonneau et Frédérik Zacharek

 Source et légende : version française (VF) sur RS Doublage
 Source et légende : version québécoise (VQ) sur Doublage.qc.ca

## Production

### Développement
La première saison composée de six épisodes est réalisée par Martin Schreier et Tarek Roehlinger. La série est produite par Markus Brunnemann et Valentin Debler, et par Ceylan Yildirim pour UFA Fiction. Daphné Ferraro est la rédactrice en chef.
Maxton Hall: Le Monde qui nous sépare, est adaptée de la série littéraire Maxton Hall de Mona Kasten (de), composée de trois romans "Save Me", "Save You", "Save Us", paru en 2018. La trilogie Maxton Hall, a été publiée en 2018 par la maison d'édition Bastei Lübbe « LYX » et est restée en tête de la liste des best-sellers pendant de nombreuses semaines. Le roman cumule plus d'1,5 million de tirage. 
Le 17 mai 2024, Amazon a annoncé que la série avait été renouvelée pour une deuxième saison.
Le 3 mars 2025, Amazon a publié des affiches promotionnelles sur la deuxième saison annonçant sa sortie pour fin 2025.
Le 4 juin 2025, un teaser de la saison 2 est mis en ligne, avec une date de diffusion prévue pour le 7 novembre 2025.
Le 9 juin 2025, Prime Video annonce avoir renouvelé la série pour une troisième saison.

### Tournage
Le tournage s'est déroulé entre début juillet et fin septembre 2022 à Londres, Oxford, Potsdam, Berlin et dans le château de Marienburg et ses environs.

## Épisodes

### Première saison (2024)
1. Passer inaperçue (Unterm Radar)
2. Noblesse oblige (Adel verpflichtet)
3. L'Affiche (Bloßgestellt)
4. Le Moment de vérité (Stunde der Wahrheit)
5. Dans l'œil du cyclone (Im Auge des Sturms)
6. Un peu de bonheur (Ein Stück vom Glück)

### Deuxième saison (2025)
Prévue pour le 7 novembre 2025.

## Univers de la série

### Les personnages

#### Ruby Bell (interprétée parHarriet Herbig-Matten(de))
C'est la fille de Helen et Angus Bell. Elle est issue d'un milieu modeste et a obtenu une bourse lui permettant d'intégrer une prestigieuse école privée préparant l'entrée à Oxford. Elle est témoin par hasard d'un secret particulièrement explosif concernant la famille Beaufort. C'est cet événement qui va déclencher sa rencontre avec James Beaufort. Au tout début, elle déteste ce jeune fils de riche arrogant pour, peu à peu, faire évoluer ses sentiments de haine et de mépris vers de l'amour.

#### James Beaufort (interprété parDamian Hardung)
C'est le fils de Cardelia et Mortimer Beaufort, et l'héritier d'un immense empire de mode et de luxe.  Au début de la série, il incarne l'archétype du sale gosse de riche arrogant et populaire. Sa rencontre avec Ruby, dont il va tomber éperdument amoureux, va le métamorphoser, en faisant voler en éclat tous ses schémas mentaux.

## Accueil
La série a atteint la plus grande audience mondiale jamais enregistrée pour une première semaine. En quelques jours seulement, elle est devenue un véritable succès, elle est la deuxième série la plus vue de la plateforme sur Prime Video.